# ツァコン語

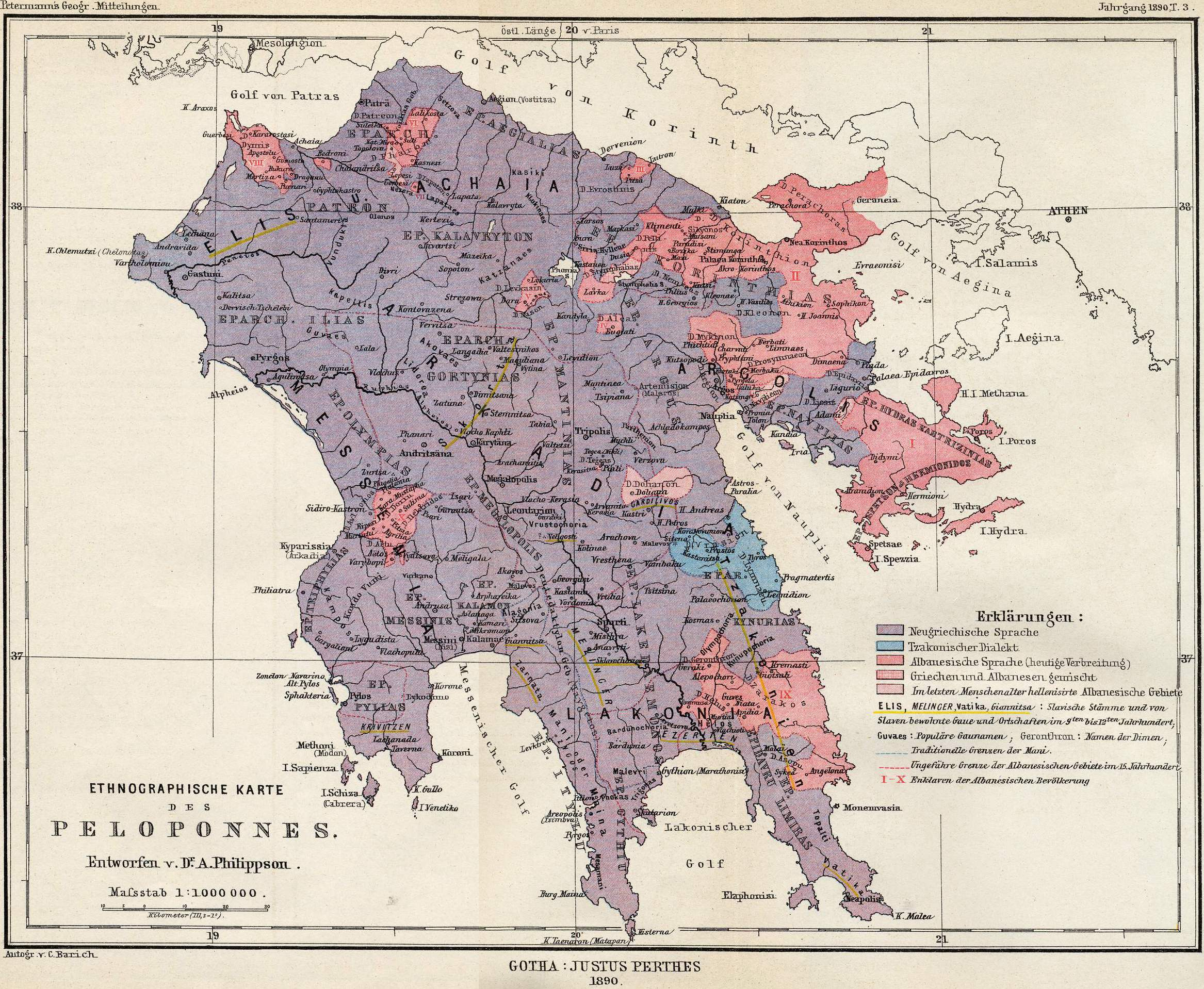
1890年に作成された民族地図。ツァコン語話者の領域は青で示されている。

ツァコン語（ツァコンご、希: τσακώνικα）は、ギリシャのペロポネソス半島東部のツァコニア地方で話されているギリシア語系の地方言語。古代ギリシア語の方言であるドーリア方言の流れを汲む。この言語をはじめとする独自の文化を保持してきた集団は、ツァコニア人と呼ばれる。ツァコン方言、ツァコニア語、ツァコニア方言ともいう。

## 方言
- 北ツァコン方言 Northern Tsakonian (Kastanista-Sitena)
- プロポンティス・ツァコン方言 Propontis Tsakonian (Vatka-Havoutsi)
- 南ツァコン方言 Southern Tsakonian (Leonidio-Prastos)

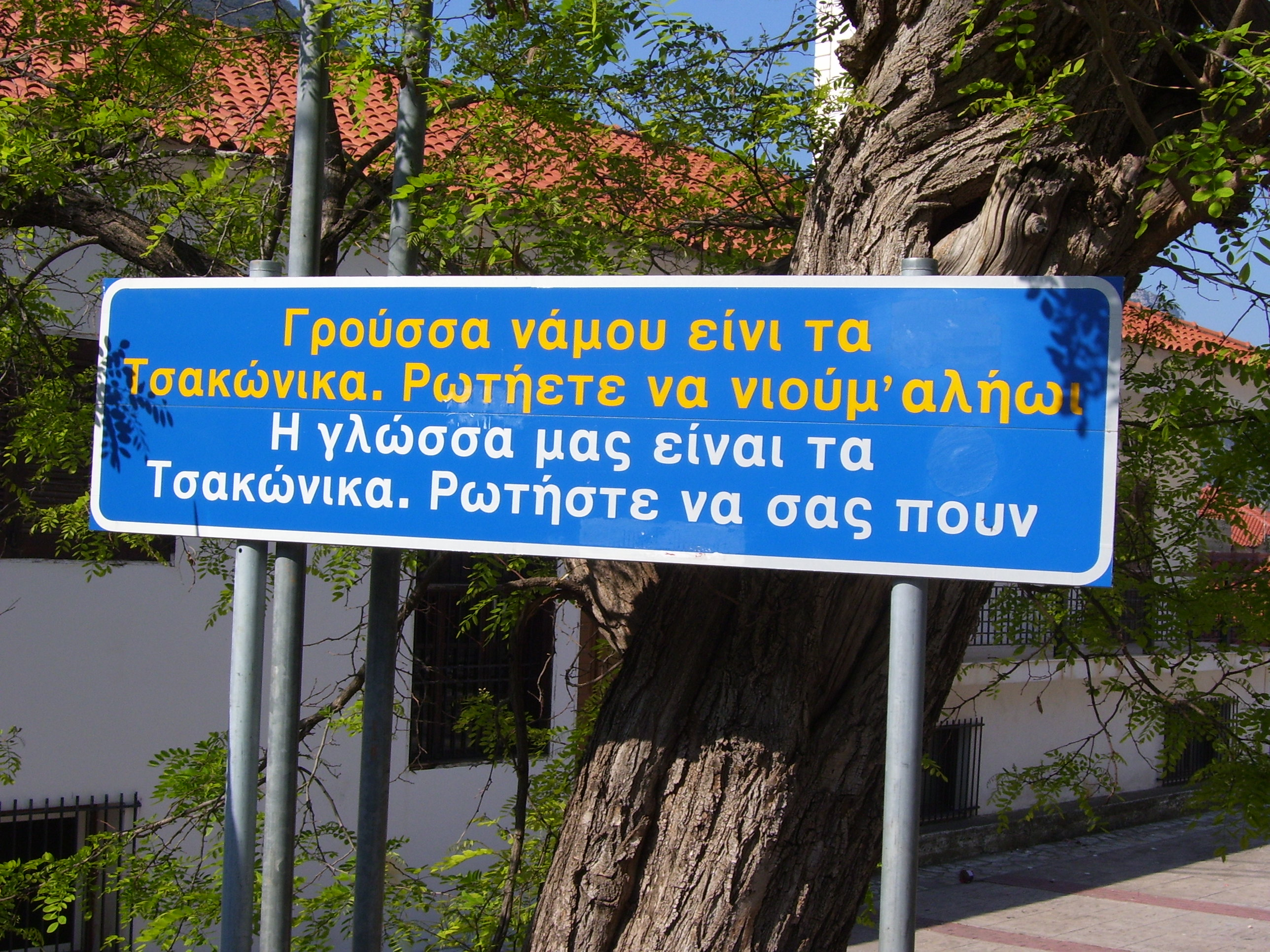
「私たちの言葉はツァコン語です」とツァコン語と標準ギリシャ語で書かれた看板